# 孫玉書
孫玉書（？—？），浙江人，清朝官員。

## 生平
孫玉書於1765年（乾隆30年）接替金璧熒，於台灣台北地區擔任八里坌巡檢（議敘正八品）一職，是大台北地區的地方父母官。